# Fregola (Film)
Fregola ist ein österreichischer Kriminal-, Musik- und Revuefilm aus dem Jahre 1948 von Harald Röbbeling mit Marika Rökk in ihrer ersten Nachkriegsrolle. An ihrer Seite spielt Rudolf Prack.

## Handlung
Fregola ist ein gefeierter Revuestar, deren Erfolge überwältigend sind. Eines Tages wird ihr Verlobter Pablo Mendez, ein ziemlich schmieriger Bonvivant mit schlechtem Leumund, ermordet aufgefunden. Er wurde erschossen. In einem aufgefundenen Schreiben wird ein gewisser Dr. Santos des Verbrechens beschuldigt, zumal sich Santos und Mendez in gegenseitiger Abneigung verbunden waren. Dr. Santos kann man nicht mehr befragen, er ist nach Paris abgereist. Fregola entscheidet sich daher, ihre drei Tage Urlaub, die sie bis zu ihrem nächsten Auftritt hat, dazu zu nutzen, nach Paris zu reisen und Santos zu stellen. Während der Zugfahrt lernt sie den ebenso kauzigen wie biederen Wissenschaftler Dr. Wegscheider kennen, der in Paris einen Vortrag zum Thema Rauschgift halten will. Um problemlos nach Frankreich einreisen zu können, geben sich Fregola und der verheiratete Wegscheider als Ehepaar aus.
Fregola beginnt nun Santos auszuspähen und nähert sich ihm vorsichtig an. Sie entwendet seinen Pass, sodass er seinen geplanten Abflug nach Lissabon nicht wahrnehmen kann. Sie sorgt dafür, dass der Pass sich plötzlich an der Bar wieder anfindet, und beide kommen miteinander ins Gespräch. Bald kommen sich Fregola und Dr. Santos näher, und der Revuestar beginnt an Dr. Santos’ Schuld, den ganz offensichtlich ein dunkles Geheimnis umgibt, allmählich zu zweifeln. Währenddessen bringt die angebliche Ehe Wegscheiders mit Fregola diesen generell schon reichlich nervösen Mann in immer größere Anspannung, denn in Wahrheit ist er verheiratet ist und befürchtet, dass sein „Arrangement“ mit Fregola bald auffliegen und ihn in größte Schwierigkeiten bringen wird. Fregola gerät in einen großen Gewissenskonflikt, als Santos ihr völlig überraschend seine Liebe gesteht.
Fregola spielt nun gegenüber Dr. Santos mit offenen Karten und gibt zu, dass sie ihm nur wegen des Mordes an ihren Verlobten nachgestellt habe. Santos gesteht ihr, dass er tatsächlich Pablo Mendez getötet habe. Dennoch will Fregola nicht, dass Dr. Santos verhaftet wird und vermeidet, eine entsprechende Erklärung des Pariser Kriminalkommissars Dr. Ribault zu unterschreiben. Überstürzt reist sie zu ihrem nächsten Auftritt nach Genf ab. Dorthin reist Santos ihr nach. Hier gesteht er, dass sein Geständnis falsch war. Er wollte damit nur seine Schwester schützen, die offensichtlich Mendez‘ Geliebte war und von dem Halunken ein Kind erwartete. Santos half seiner Schwester, nach Bolivien, seiner Heimat, zu entkommen. Nun steht dem Glück Fregolas und Santos‘ nichts mehr entgegen.

## Produktionsnotizen
Fregola entstand Mitte 1948 im Film-Atelier von Wien-Sievering sowie in Wien und Umgebung (Außenaufnahmen). Der Film passierte im November 1948 die alliierte Militärzensur und wurde am Ersten Weihnachtstag 1948 in Wien uraufgeführt. Die deutsche Premiere war am 4. Februar 1949 in München, zwölf Tage später wurde Fregola auch erstmals in Berlin gezeigt.
Styria-Film-Produzent Heinrich Haas übernahm auch die Produktionsleitung, Fritz Jüptner-Jonstorff gestaltete die Filmbauten, Gerdago die Kostüme. Fred Adlmüller stattete Marika Rökk aus. Otto Untersalmberger zeichnete für den Ton verantwortlich. Herbert Sennewald war Aufnahmeleiter.
Fregola war ein großer Publikumserfolg, besonders bei weiblichen Kinogängern.

## Kritiken
Die Zeit nannte Fregola einen „ebenso erfolgreichen wie seichten Marika-Rökk-Film.“

„Kriminalklischees und Exotisches in einer Handlung, die die relativ großzügig ausgestatteten Revueszenen dürftig einrahmt.“